# Ord (Northumberland)
Pour les articles homonymes, voir Ord.
 (février 2024).
Ord est une paroisse civile et un village du Northumberland, en Angleterre. La population de la paroisse civile au recensement de 2011 était de 1 374 habitants.